# Бічна лінія

Бічна лінія у акули

Бічна́ лі́нія (linea lateralis) — орган чуття у круглоротих, риб, а також у личинок і деяких дорослих земноводних, який сприймає рухи і вібрації навколишнього середовища. Використовується для орієнтації у воді. Ззовні виглядає як тонка лінія з обох боків тіла від зябер до основи хвоста. У деяких видів частина нервових закінчень бічної лінії виконують функції електрорецепторів, уловлюючи електричні коливання навколишнього середовища. У акул бічна лінія сприймає магнітні поля. Термін «бічна лінія» є дещо неточним, прийшов до нас з англійської мови, де виник в часи, коли не було мікроскопів.

## Анатомія

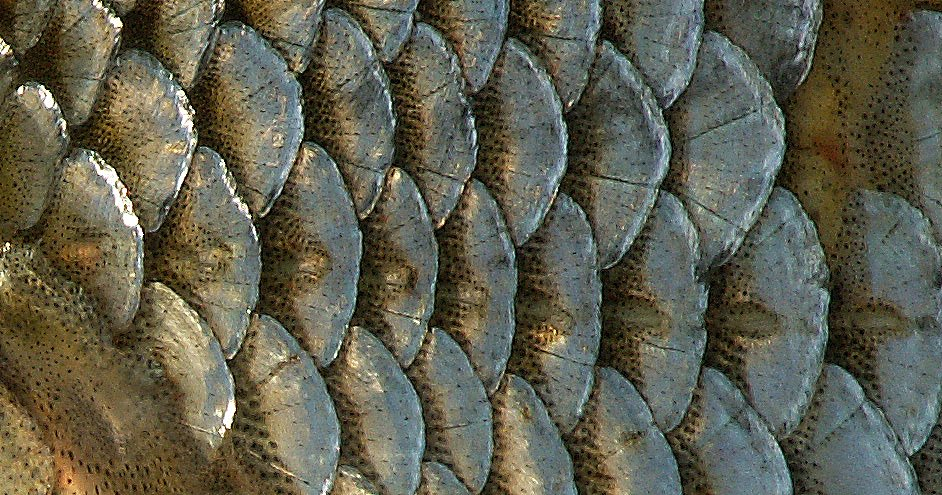
Отвори на лусці бічної лінії Плітки звичайної (Rutilus rutilus)

Бічна лінія — поздовжня смуга обабіч тіла. Розміщена тут луска пронизана отворами, які ведуть вглиб шкіри. Під ними тягнеться канал, який продовжується на голові і розгалужується там навколо очей і ротового отвору. На голові канали розгалужені, проходять всередині кісток і мають чимало виходів назовні.
Бічна лінія складається з каналів, заповнених рідиною специфічного іонного складу, ампул і поверхневих епідермальних органів. У стінках цього каналу проходять нервові закінчення, по яких передаються сигнали з навколишнього середовища. Основними механорецепторними одиницями органів бічної лінії є нейромасти, кожен з якої містить кілька чутливих волоскових клітин. Ці волоскові клітини подібні до сенсорних клітин органів слуху і вестибулярного апарату, знаходяться у випуклій желеподібній купулі, розмір якої зазвичай становить 0,1 — 0,2 мм. Крім нейромастів всередині каналів у риби є так звані вільні нейромасти, розміщені на поверхні шкіри, переважно на голові. На рецепторних клітинах нейромастів закінчуються розгалуження аферентних і еферентних нервових волокон. Подразниками рецепторів служать потоки води і низькочастотні коливання середовища. Органи бічної лінії сприймають напрямок і швидкість течії, дозволяють тварині обходити перешкоди й орієнтуватися, не користуючись зором. У деяких круглоротих і риб органи бічної лінії містять високочутливі електрорецептори, що мають специфічну будову. Розташування і будова органів бічної лінії у багатьох видів риб — систематична ознака.

## Фізіологія і призначення

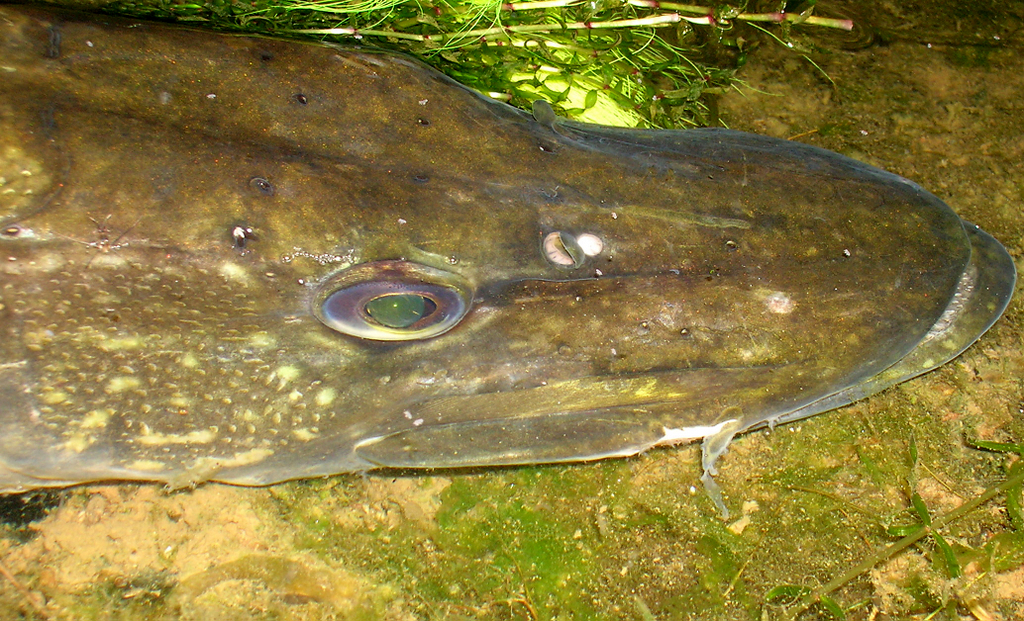
Невеликі отвори на голові щуки звичайної (Esox lucius) містять нейромасти органів бокової лінії.

Тривалий час призначення і механізм дії бічної лінії залишався невивченим. Тепер про це відомо набагато більше.
Для риб бічна лінія відіграє дуже важливе значення і впливає на поведінку тварини, адже з її допомогою риби здатні сприймати зміни тиску води в навколишньому середовищі і низькочастотні коливання. Вільні нейромасти, розміщені на шкірі, повідомляють своєму господарю про швидкість і напрямок течії. А нейромасти, які розміщені в каналах налаштовані на виявлення найменших коливань води на фоні постійного руху навколо, що допомагає ефективно плавати в зграях, в темряві, каламутній воді, відчувати наближення небезпеки, а також допомагає у пошуках їжі.
Бічна лінія допомагає уникнути травм у сильних течіях, або під час штормів. У водоймах, у яких не спостерігається значний рух води або відсутні сильні підводні течії (ставки, озера), риби визначають розміщення предметів за допомогою коливань, які самі створюють рухами плавників. Утворені коливання, при натиканні на нерухомий предмет змінюють напрямок, силу тиску і нейромасти бічної лінії дають змогу визначити знаходження нерухомих перешкод.
Бічна лінія дає досить точні дані про навколишнє середовище. Але зазвичай відстань сприйняття є невеликою, не більше 1 — 1,5 метри, а при сильніших течіях та більш інтенсивних водних коливаннях сприйняття зменшується до кількох десятків сантиметрів. Коли під водою пропливає предмет, він створює завихрення. Це допомагає рибам знаходити їжу. Нещодавно проводилися дослідження на карасях в одному з університетів Німеччини. Вчені з'ясували, що слід риби в стоячій воді зберігається впродовж 3 хвилин. За цей час він «розмивається» і перетворюється на невидимий оку шлейф, ширина якого становить 30 см для 10-сантиметрового риби і 20 см для 6-сантиметрової. За оцінками дослідників, інтенсивність цих збурень навіть через 3 хвилини залишається такою, що їх можуть зафіксувати органи бічної лінії риби. Тобто, хижаки за допомогою бічної лінії можуть не лише «запеленгувати» здобич за слідом на відстані, що значно перевищує дальність дії системи, але і прицільно проводити вистежування.
Риба з пошкодженою бічною лінією не реагує на коливання і вібрації водних потоків, які вдаряються в її тіло, не помічає підводних течій, а в темряві і каламутній воді наштовхується на тверді предмети, які трапляються на шляху (нормальні риби відчувають їх близькість через тиск води на рецептори бічної лінії).